# Krasnoufimsk
Krasnoufimsk (ryska Красноуфи́мск) är en stad i Sverdlovsk oblast i Ryssland. Staden ligger vid floden Ufa 224 kilometer från Jekaterinburg. Folkmängden uppgår till cirka 40 000 invånare.

## Historia
Staden grundades 1736 för att tjäna som fästning. Status som stad erhölls 1781.